# The Vatican Tapes
The Vatican Tapes (The Vatican Tapes: O Regresso do Mal (título em Portugal) ou Exorcistas do Vaticano (título no Brasil)) é um filme de terror estado-unidense, realizado por Mark Neveldine e escrito por Christopher Borrelli, baseado na história de Chris Morgan e Christopher Borrelli. Foi protagonizado por Kathleen Robertson, Michael Peña, Djimon Hounsou, Dougray Scott, John Patrick Amedori e lançado nos Estados Unidos a 24 de julho de 2015 pela Lionsgate Films. Estreou-se em Portugal a 23 de julho, em Angola a 24 de julho de 2015 e no Brasil foi lançado em 20 de agosto do mesmo ano.

## Elenco
- Kathleen Robertson como o doutor Richards
- Michael Peña[11] como o Padre Lozano
- Djimon Hounsou como Vicar Imani
- Dougray Scott como Roger Holmes
- John Patrick Amedori como Pete
- Olivia Taylor Dudley como Angela
- Tehmina Sunny como a repórter
- Bruno Gunn como Damon
- Daniel Bernhardt como o segurança da ala psiquiátrica
- Peter Andersson como o Cardeal Bruun
- Ashley Gibson como Ashley
- Sam Upton como o assistente hospitalar Mason
- Alex Sparrow como o doutor Kulik
- Jarvis W. George como o detective Simmons
- Nilla Watkins como a paciente da ala psiquiátrica
- Jai Stefan como o guarda da ala psiquiátrica

## Produção

### Filmagem
As filmagens começaram em julho de 2013, em Los Angeles.